# 菲尔莫
菲尔莫（義大利語：Firmo），是意大利科森扎省的一个市镇。总面积11平方公里，人口2279人，人口密度207.2人/平方公里（2009年）。ISTAT代码为078054。

## 友好城市
- 法國 蒙索莱米讷